# Bârsău (okręg Hunedoara)
Bârsău – wieś w Rumunii, w okręgu Hunedoara, w gminie Hărău. W 2011 roku liczyła 562 mieszkańców.